# (9364) Clusius
(9364) Clusius (1992 HZ3) – planetoida z grupy pasa głównego asteroid okrążająca Słońce w ciągu 4,65 lat w średniej odległości 2,79 j.a. Odkryta 23 kwietnia 1992 roku.